# إرفينغ براون
إرفينغ براون (بالإنجليزية: Irving Brown) هو نقابي أمريكي، ولد في 5 أكتوبر 1911 في ذا برونكس في الولايات المتحدة، وتوفي في 14 يوليو 1989 في باريس في فرنسا.
التحق بباريس حيث عمل لفائدة وكالة الاستخبارات الأمريكية، وشجع على الانشقاق في الحركة النقابية الفرنسية التي كان يسيطر عليها الشيوعيون، فتأسست نقابة القوة العاملة (Force Ouvrière)  بعد الانفصال عن الكنفدرالية العامة للشغل (CGT) سنة 1946.

## روابط خارجية
- إرفينغ براون على موقع مونزينجر (الألمانية)